# Maestro di Tressa
Il Maestro di Tressa (... – XIII secolo) è stato un pittore anonimo italiano attivo a Siena tra il 1215 e il 1240.
Fu Garrison (1949) a raccogliere attorno a questo nome convenzionale un gruppo di cinque dipinti duecenteschi del territorio senese, che rappresentano tra le prime testimonianze di pittura in quella zona. La sua ipotesi è poi stata ampiamente accolta dalla critica successiva ponendo il Maestro di Tressa come il più importante esponente della pittura del primo Duecento a Siena, ancora romanica ma con alcuni influssi bizantini, prima dell'arrivo delle novità più pienamente bizantine portate da Coppo di Marcovaldo.

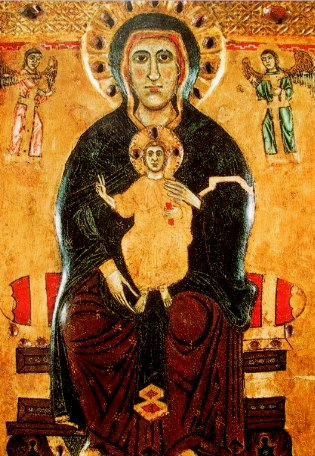
Maestro di Tressa, Madonna dagli occhi grossi, Siena, Pinacoteca Nazionale, 1260 circa

## Opere
- Paliotto del Salvatore, datato 1215, è la più antica opera documentata della scuola senese; Siena, Pinacoteca nazionale, n. 1
- Madonna dagli occhi grossi, 1225 circa, Siena, Museo dell'Opera del Duomo
- Due tavole con Storie di san Giovanni Battista, ubicazione ignota, già parte di un dossale
- Madonna di Tressa, 1235 circa, Siena, Museo diocesano, proviene dalla chiesa di Santa Maria a Tressa nei pressi di Siena
- Madonna col Bambino, 1240 circa, Siena, collezione Chigi Saracini

In passato gli è stata attribuita anche la Croce di Santa Chiara (Pinacoteca nazionale di Siena n. 597), oggi riferita a un altro pittore anonimo tra il Maestro di Tressa e il Maestro di San Pietro in Villore.